# Coprosma pubens
Coprosma pubens är en måreväxtart som beskrevs av Asa Gray. Coprosma pubens ingår i släktet Coprosma och familjen måreväxter.
Artens utbredningsområde är Hawaii. Inga underarter finns listade i Catalogue of Life.